# Ngựa Ả rập
Ngựa Ả rập (tiếng Ả rập: الحصان العربي) hay còn gọi là ngựa hoa mai là giống ngựa có nguồn gốc từ Ả rập. Đây là giống ngựa nổi tiếng trên thế giới ngày nay. Ngựa Ả Rập là chủng loại ngựa lâu đời và có sức ảnh hưởng mạnh mẽ nhất đối với các dòng ngựa trên khắp thế giới, nó vượt trội về vẻ đẹp quý tộc. Giống ngựa này lần đầu tiên xuất hiện 4.500 năm trước đây, là một trong những giống ngựa cổ xưa nhất.
Nói đến bộ môn đua ngựa thì đầu tiên phải nhắc tới ngựa Ả rập, giống ngựa quý hiếm gắn liền với lịch sử của môn thể thao Hoàng gia này. Ngựa Ả rập được thuần hóa bởi người Bedouin ở Trung Đông nhờ được phát hiện có thể lực hết sức sung mãn, và cực kỳ dai sức. Giống ngựa này có khả năng chạy trên quãng đường rất dài, trong khi vẫn giữ được tốc độ ổn định.

## Đặc điểm
Nòi ngựa này có tầm vóc trung bình, cao 1,35-1,4m, lông màu nâu có điểm đốm trắng nên còn gọi là ngựa hoa mai chúng có hình dáng khá đặc biệt, với phần đầu và đuôi khá cao. Ngựa có hình vóc thon lẳn, chạy nhanh không kém ngựa Mông Cổ, thích nghi với điều kiện khô hạn của những vùng sa mạc mênh mông thuộc các nước Ả Rập, vùng Trung Cận Đông. Ngựa Arab có thân hình rắn chắc, đuôi cao và phần đầu có hình dạng khá độc đáo.
Chúng có một số đặc điểm thông số như sau: Cao 151–153 cm (1,35-1,4m), nặng 450–500 kg, tốc độ khi chạy nhanh 55–60 km/giờ. Chiều cao vây: Con đực: 153,8 cm Con cái: 151,4 cm Dài thân chéo: Con đực: 154,7 cm Con cái: 151,7 cm. Vòng ngực: Con đực: 177,7 cm. Con cái: 173,7 cm. Vòng ống: Con đực: 19,3 cm. Con cái: 18,7 cm.
Kỷ lục chạy: 1600m (1 phút 5 giây), 2000m hết 2 phút 13 giây, 3200 m hết 3 phút 40 giây, 4000 m hết 4 phút 42 giây, 7000 m hết 8 phút 50 giây. 
Cấu trúc xương của giống ngựa này cũng hơi khác biệt so với các giống ngựa khác, hầu như không nhận ra được chỗ tiếp giáp giữa đầu và cổ của loại ngựa quý này. Do vậy, không có dòng ngựa nào khác quai đầu một cách hoàn hảo khi đang đạt đến tốc độ cực đại như ngựa Ả Rập. Ngựa Ả Rập có một cấu trúc xương khá khác với tất cả các con ngựa khác. Xương sườn của nó rộng lớn, mạnh mẽ hơn. Nó cũng có ít xương thắt lưng và đốt sống đuôi. Xương sườn của chúng rộng hơn, khỏe hơn và sâu hơn, nhưng lại có ít đốt sống đuôi và xương thắt lưng hơn. Giống ngựa này có thể chạy liền mạch 160 km mà không cần nghỉ. Cơ thể loài ngựa này chứa đầy các sợi cơ loại 1. Các thớ cơ này có khả năng hoạt động trong khoảng thời gian dài, trong khi lại rất thon gọn nên giảm trọng lượng cơ thể của ngựa Ả rập.
Ngựa Ả Rập là chủng loại ngựa lâu đời và có sức ảnh hưởng mạnh mẽ nhất đối với các dòng ngựa trên khắp thế giới. Ngựa Ả Rập được coi là một trong những loài chạy có sức chịu đựng mạnh nhất trong vương quốc động vật, có khả năng chạy hơn 160 km mà không cần nghỉ ngơi. Nó vượt trội về vẻ đẹp quý tộc. Đáng chú ý, hầu như không nhận ra được chỗ tiếp giáp giữa đầu và cổ của loại ngựa quý này. Do vậy, không có dòng ngựa nào khác quay đầu một cách hoàn hảo khi đang đạt đến tốc độ cực đại như ngựa Ả Rập. Con ngựa Marengo bền bỉ và can trường của Napoleon chính là ngựa Ả Rập.

## Sử dụng
Đây là một trong những giống ngựa dễ dàng nhận biết nhất trên thế giới, và là một trong những giống ngựa lâu đời nhất, nổi tiếng với tốc độ, tinh tế, độ bền, và khung xương mạnh mẽ. Do các đặc tính trên nên ngày nay, giống ngựa quý này thường được sử dụng để tham gia vào các cuộc đua đường trường ở nhiều nước. Ngựa Arab được biết đến lần đầu tiên từ cách đây ít nhất 4.500 năm và được coi là một trong những giống ngựa lâu đời nhất trên thế giới.
Chúng được coi là giống ngựa có vẻ đẹp mạnh mẽ và oai phong nhất. Con ngựa Marengo bền bỉ và can trường của Napoleon chính là ngựa Ả Rập, năm 2006, chú ngựa giống Ả rập có tên Plavius đã thuộc sở hữu của Phó Thủ tướng Tiểu các Vương quốc Ả rập thống nhất (UAE) với mức giá 9,2 triệu USD, 3 giống ngựa thường được lựa chọn nhất cho các giải đua chính là giống ngựa Ả rập Darley Arabian, Godolphin Barb và ngựa Byerly Turk của Thổ Nhĩ Kỳ.
Ngựa Ả Rập từ lâu là giống ngựa nổi tiếng có ngoại hình và màu sắc đẹp được nhiều nước dùng làm nguyên liệu cải tạo giống ngựa địa phương ở Việt Nam. Tại Việt Nam, các giống ngựa nhập ngoại nổi bật nhất là mấy chú ngựa gốc Ả Rập cao to, lông mượt mà óng ánh, chúng có những động tác rất thần tốc trong mỗi lần đua. Loại ngựa này rất quý nên được nhiều tay chơi ngựa có máu mặt khắp thế giới săn lùng và đưa lên sàn giao dịch ngựa